# 主題統覚検査
主題統覚検査（しゅだいとうかくけんさ、英: Thematic Apperception Test, TAT ティーエーティー）とは、複数の絵を用いて行う、投影法に分類される性格検査の1つ。課題統覚検査（かだいとうかくけんさ）、絵画統覚検査（かいがとうかくけんさ）とも。

## 歴史
1935年にハーバード大学の心理学者ヘンリー・マレーと精神分析家クリスティアナ・モーガンによって発表された。

## 内容
あらかじめ用意された30枚の絵の内、被検者の年齢や性別などによって20枚を選び、10枚ずつ2回に分けて提示し、被験者に物語を作らせ分析する。